# St James South Elmham
St James South Elmham – wieś i civil parish w Anglii, w Suffolk, w dystrykcie East Suffolk. W 2001 civil parish liczyła 204 mieszkańców. W civil parish znajduje się 10 zabytkowych budynków.